# Distretto di Lircay
Il distretto di Lircay è uno dei dodici distretti della  provincia di Angaraes, in Perù. Si trova nella regione di Huancavelica.